# Mosla
Mosla, biljni rod iz porodica usnatica smješten u tribus Elsholtzieae dio potporodice Nepetoideae. Vrste ovog roda raširene su po Aziji, od Ruskog dalekog istoka, Japana i Kurila na jug do Sumatre i na Himalajama. Jedna vrsta je autohtona, ili je uvezena na Kavkaz, M. dianthera. Rod je opisan u Bull. Acad. Imp. Sci. Saint-Petersbourg, sér. 3, 20(3): 456. 1875.

## Opis
Aromatično bilje, jednogodišnje. Listovi peteljkasti, nazubljeni, abaksijalno vidno utisnuti žljezdasti. Verticillasteri 2-cvjetni, u završnim gronjama; brakteje male ili donje lisnate. Cvjetovi pedicelatni. Čaška zvonasta, 10-žilna, grlo dlakavo, obrub podjednako 5-zubati ili 2-usni; gornja usna 3-zuba, zubi šiljasti do tupi; donja usna 2-zuba, zubi lancetasti; plodna čaška proširena, s jednom stranom nabubrenom bazom. Vjenčić bijel ili ružičast do purpurnocrven, cijev gola ili iznutra prstenasto dlakava; obrub s 2 usne, gornja usna emarginirana; donja usna 3-režnjevita; bočni režnjevi manji od srednjeg režnja, izbočeni. Prašnika 4, stražnja 2 plodna, prednja 2 smanjena, s nejasnim stanicama prašnika; stanica prašnika 2, razdvojene. Vrh stila podjednako do jednako 2-rascjepljen. Oraščići su okruglasti, rijetko mrežasti ili izdubljeni s malim udubljenjima; areole bazalne, točkaste.

## Rasprostranjenost
Kambodža, Kina, Indija, Indonezija, Japan, Koreja, Laos, Malezija, Filipini, Vijetnam; 12 vrsta u Kini.

## Vrste
1. Mosla bracteata Doan ex Suddee & A.J.Paton
2. Mosla cavaleriei H.Lév.
3. Mosla chinensis Maxim.
4. Mosla dadoensis K.K.Jeong, M.J.Nam & H.J.Choi
5. Mosla dianthera (Buch.-Ham. ex Roxb.) Maxim.
6. Mosla exfoliata (C.Y.Wu) C.Y.Wu & H.W.Li
7. Mosla hangchouensis Matsuda
8. Mosla japonica (Benth. ex Oliv.) Maxim.
9. Mosla longibracteata (C.Y.Wu & S.J.Hsuan) C.Y.Wu & H.W.Li
10. Mosla longispica (C.Y.Wu) C.Y.Wu & H.W.Li
11. Mosla pauciflora (C.Y.Wu) C.Y.Wu & H.W.Li
12. Mosla scabra (Thunb.) C.Y.Wu & H.W.Li
13. Mosla soochouensis Matsuda
14. Mosla tamdaoensis Phuong